# Acentrogobius
Genre
Acentrogobius est un genre de poissons regroupant 17 des nombreuses espèces de gobies.

## Liste d'espèces
Selon ITIS:
- Acentrogobius audax Smith, 1959
- Acentrogobius caninus (Valenciennes in Cuvier & Valenciennes, 1837)
- Acentrogobius chlorostigmatoides (Bleeker, 1849)
- Acentrogobius dayi Koumans, 1941
- Acentrogobius ennorensis Menon & Rema Devi, 1980
- Acentrogobius griseus (Day, 1876)
- Acentrogobius janthinopterus (Bleeker, 1852)
- Acentrogobius masoni (Day, 1873)
- Acentrogobius multifasciatus (Herre, 1927)
- Acentrogobius pellidebilis Lee & Kim, 1992
- Acentrogobius pflaumii (Bleeker, 1853)
- Acentrogobius pyrops (Whitley, 1954)
- Acentrogobius simplex (Sauvage, 1880)
- Acentrogobius suluensis (Herre, 1927)
- Acentrogobius therezieni Kiener, 1963
- Acentrogobius viganensis (Steindachner, 1893)
- Acentrogobius viridipunctatus (Valenciennes in Cuvier & Valenciennes, 1837)